# 品封
品封（ほんぷ）とは、親王・内親王に対し、その品位に応じて支給される封戸である。
8世紀初頭の大宝令によって初めて導入され、親王は禄令の規定額、内親王（ただし、天皇の后妃になった場合は例外）はその半分が支給された。9世紀の『延喜式』民部省式によれば、支給対象者が死亡した場合には、その翌年に収公されることになっていた。大同3年6月29日（808年7月26日）以降、令では支給の対象にならなかった無品親王・内親王にも一律200戸が授けられることになったが、翌4年6月23日（809年8月7日）に内親王については他の品位内親王と同様に半減されることになった（『類聚三代格』）。大同4年の規定はそのまま、『延喜式』の規定とされた。だが、この頃になると十分な支給が困難となり、寛平元年（889年）以降、遅くても延長3年（925年）頃には、位封・品封・位禄の1/4削減が定制化され、『拾芥抄』に見られる数字になったと考えられている。
| 品位 | 大宝令・養老令 | 慶雲3年制 | 大同3年制・延喜式 | 拾芥抄 |
| ---- | -------------- | --------- | ----------------- | ------ |
| 一品 | 800            | 800       | 800               | 600    |
| 二品 | 600            | 600       | 600               | 450    |
| 三品 | 400            | 400       | 400               | 300    |
| 四品 | 300            | 300       | 300               | 225    |
| 無品 | 規定なし       | 規定なし  | 200               | 150    |